# 영국 국영복권
국영복권(National Lottery)은 영국에서 1994년 도입된 국영 복권이다. 문화부 산하의 도박위원회에서 관리한다. 실무 운영은 원래 카멜롯 그룹이 맡다가 2024년 2월 1일부터 알윈 엔터테인먼트로 넘겼다.